# Mac OS 9
Mac OS 9 är ett operativsystem skapat för Macintoshdatorer. Den första versionen släpptes i oktober 1999. Operativsystemet är det sista i raden av de operativsystem som numera benämns som classic ('klassisk'). 
Apple har därefter övergått till att utveckla ett operativsystem som kallas Mac OS, som bygger på en variant av den unixliknande BSD. Den första versionen av Mac OS X inkluderade många av de funktioner som var nya i Mac OS 9 (se nedan).

## Nyheter
Bland nyheterna i Mac OS 9 fanns kanalfunktionerna i sökfunktionen Sherlock 2, som gjorde det möjligt att söka på Internet direkt i operativsystemet, liksom ett nytt, metalliskt utseende hos Quicktime. Andra nyheter inkluderade:
- Stöd för Apples Internettjänster, Itools – senare under namnen .Mac, Mobileme och Icloud.
- Inbyggt stöd för multipla användarkonton.
- Samlad funktion för systemuppdateringar.
- Stöd för ljud genom USB.
- Stöd för filer större än 2 GB.
- CD-bränning direkt i Finder.

## "Classic"
Mac OS 9 kunde/kan köras på en PowerPC-dator med Mac OS X, via kompatibilitetsläget "Classic". Detta gäller Mac OS X-versioner fram till och med 10.4